# Giuseppe Maria Capece Zurlo
Giuseppe Maria Capece Zurlo (Monteroni di Lecce, 3 de janeiro de 1711 - Nápoles, 31 de dezembro de 1801) foi um cardeal italiano.

## Nascimento
Nasceu em Monteroni di Lecce em 3 de janeiro de 1711. Da nobre família dos príncipes de Zurlo. O mais novo dos seis filhos do príncipe Giacomo Capece Zurlo e Ippolita Sambiase. Os outros irmãos eram Giovanni Antonio, Beatrice, Vittoria, Nicola e Giovanna. Seu sobrenome também está listado como Capicio.

## Educação
Estudou na escola teatina de S. Paolo, Nápoles, desde 1722; ingressou na Congregação dos Clérigos Regulares Teatinos; professou, 6 de janeiro de 1727 (1) . Recebeu o diaconato em 28 de fevereiro de 1733. Estudou filosofia e teologia nas casas teatinas de estudo, em Roma.

## Sacerdócio
Ordenado em 19 de dezembro de 1733. Em sua ordem, leitor de filosofia, Casa Ss. Apostoli, por nove anos; leitor de teologia; ministro; consultor; vice-reitor e leitor de filosofia, Casa S. Silvestro, Roma. Quando ia ser eleito procurador geral de sua ordem em 1756, o papa o promoveu ao episcopado.

## Episcopado
Eleito bispo de Calvi, em 24 de maio de 1756. Consagrado, em 27 de maio de 1756, Roma, pelo cardeal Giuseppe Spinelli.

## Cardinalado
Criado cardeal sacerdote no consistório de 16 de dezembro de 1782; recebeu o chapéu vermelho em 19 de dezembro de 1782; e o título de S. Bernardo alle Terme em 17 de fevereiro de 1783. Elevado à sé metropolitana de Nápoles em 16 de dezembro de 1782; e ao mesmo tempo, nomeado abade commendatario de S. Angelo a Procida. Irmão e benfeitor da Augustissima Arciconfraternita della SS. Trinità dei Pellegrini . Condecorado pelo rei Fernando IV da Sicília com a grã-cruz da Ordem Constantiniana de San Giorgio em 1783; e nomeado cavaleiro e grão-chevalier da Ordem de San Gennaro em 1790. Em 1799 tentou evitar a revolta popular encorajada pela reação Sanfedisteorganizado pelo cardeal Fabrizio Ruffo contra o exército revolucionário do general francês Championnet. Por causa de sua oposição, foi exilado para o mosteiro de Montevergine, Nápoles, em agosto de 1799. Não participou do conclave de 1799-1800, que elegeu o Papa Pio VII.

## Morte
Morreu em mosteiro de Montevergine, Nápoles em 31 de dezembro de 1801. Na sua morte, o cardeal foi assistido pelo abade geral e ordinário Eugenio Maria Mauro da Palma e pelo seu confessor Benedetto Jacenna. Exposto e enterrado naquele mosteiro. Transferido para a catedral metropolitana de Nápoles, em 26 de junho de 1806, onde ocorreu o funeral em 5 de julho de 1806. A oração fúnebre foi proferida pelo cônego Gioacchino Puti. Sepultado na capela de sua família, dedicada ao Anjo da Guarda, 4ª capela à esquerda da porta, na igreja teatina de S. Paolo Maggiore, Nápoles. O seu sobrinho ergueu em sua memória um magnífico cenotáfio com a sua estátua esculpida por Giuseppe Sammartino e a elogia do Cónego Francesco de Rossi